# سرفيت
السِّرفيت هو جنس من فصيلة خنافس الطقطقة النادرة. ثمة ما لا يقل عن أربعة أنواع موصوفة فيها.